# Lappatura

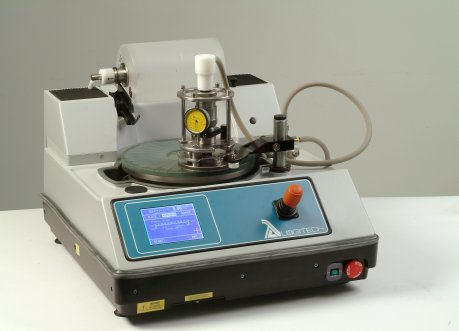
Macchina per lappatura della Logitech

La lappatura (o lapping in inglese) è un'operazione meccanica che si esegue su una superficie metallica, ceramica o vetrosa, per rendere minima la sua rugosità; utilizzando appropriati abrasivi è possibile portare le superfici a specchio.

## Lapping compound
Gli ingranaggi spiroelicoidali per la loro forma non possono essere rodati con utensili, ma solo con un lapping compound (composto per lappatura).
Un prodotto per operazioni di lappatura può essere a base acquosa o a base oleosa, e al suo interno può essere disperso qualsiasi tipo di abrasivo:
- Carburo di silicio
- Ossido di alluminio
- Carburo di boro
- Polvere di diamante

L'utilizzo di questi prodotti è industriale e può servire per il rodaggio di coppie coniche o per le operazioni di lappatura piana.

## Applicazioni
Nel campo della meccanica di precisione, la lappatura viene eseguita sugli acciai dopo il trattamento di tempra, soprattutto per la costruzione di stampi per materie plastiche ottenendo così prodotti molto lucidi e trasparenti come una caraffa per l'acqua o il faro di una autovettura. Viene utilizzato anche per stampi per la produzione di articoli casalinghi, facilmente lavabili sia a mano che in lavastoviglie. La superficie trattata dello stampo in acciaio è ottenuta con carte abrasive o smeriglio di grana finissima, vedi materiali usati indicati sopra (polvere di diamanti, carburo di silicio, ecc.). La lappatura negli stampi di materie plastiche è molto faticosa poiché viene eseguita solitamente a mano e perché si adopera carta abrasiva a grana grossa dopo la lavorazione della matrice o punzone della macchina utensile (fresatura, elettroerosione ecc.) e man mano, grana sempre più fine per poi passare ai prodotti citati sopra.
La lappatura viene utilizzata anche nella gioielleria e viene eseguita solitamente a mano, oppure con spazzole rotanti di feltro a seconda degli oggetti.

### Lapping in elettronica
L'operazione viene eseguita anche dagli assemblatori di personal computer per migliorare la dissipazione del calore generato dalla CPU durante il funzionamento. L'operazione consiste nel rendere più liscia possibile la superficie di contatto tra CPU e dissipatore. Il lapping si rende a volte necessario per la scarsa qualità della finitura di lavorazione del dissipatore stesso.

Le maggiori difficoltà sono date dal trattamento della superficie della CPU, costituita dal HIS (Heat spreader) solitamente in puro rame placcato in Nickel. Di fondamentale importanza è la qualità della pasta termoconduttiva da interporre tra le superfici, che in ultima analisi elimina il velo d'aria e determina l'efficienza del trasferimento termico. 
in genere si usa pasta a base siliconica, elettricamente non conduttiva. Laddove la conducibilità elettrica, anche se presente non causerebbe intralcio, viene utilizzata pasta termoconduttiva dal costo maggiore, a base di argento che migliora ulteriormente la trasmissione di calore.
Riguardo al materiale di cui un dissipatore è composto, precisamente nel caso in cui la base di contatto fosse realizzata in alluminio, occorre valutare se opportuno dedicare del tempo e pazienza per portarla a specchio. Nel caso in cui fosse fabbricata in rame, materiale con conducibilità termica 1,6 volte superiore all'alluminio, si otterrebbe un'efficienza maggiore, di conseguenza l'operazione di lapping risulterebbe superflua.